# Georg Küpper
Georg Küpper (* 3. November 1949 in Bensberg; † 23. Januar 2016 in Berlin) war ein deutscher Rechtswissenschaftler und Hochschullehrer an der Universität Potsdam.

## Leben

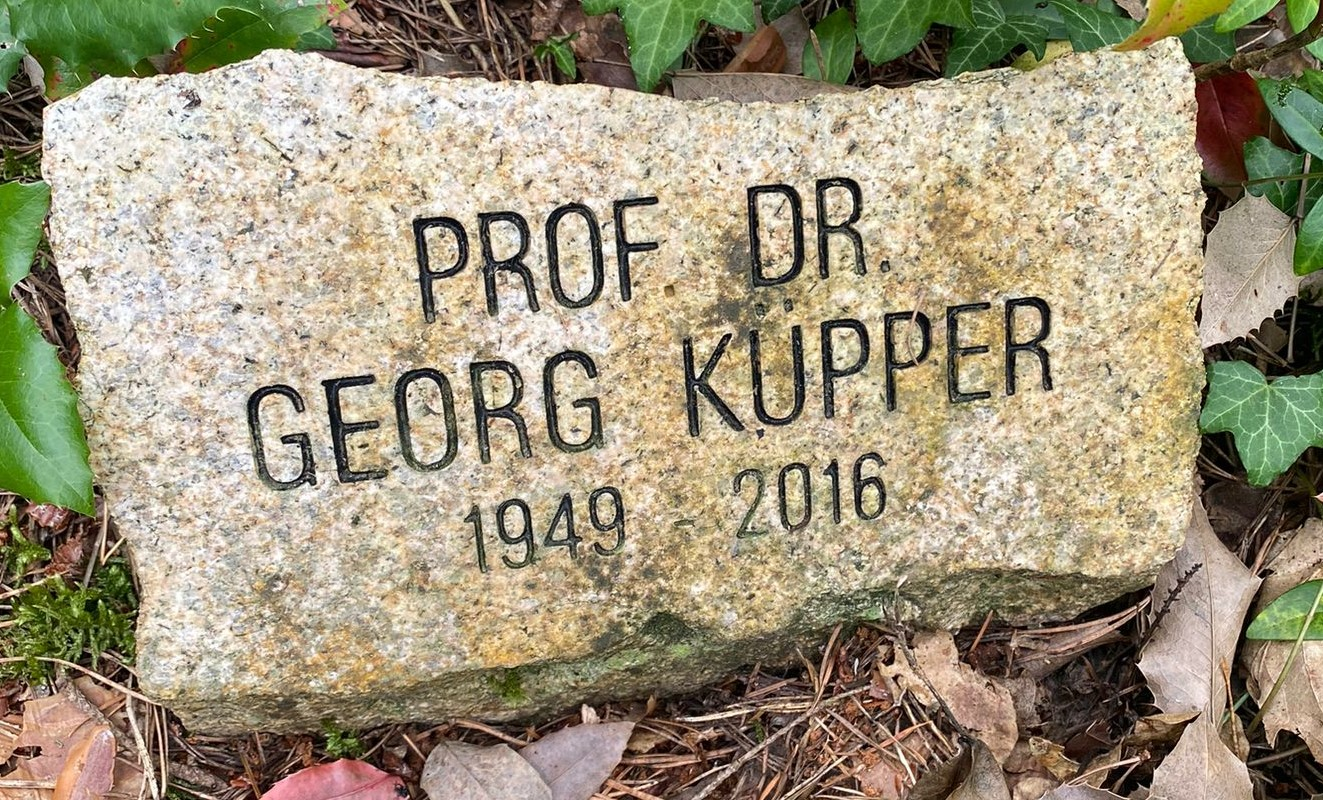
Grabstein auf dem Südwestkirchhof Stahnsdorf

Nach dem Studium der Rechtswissenschaften und dem Ablegen des Ersten und Zweiten Juristischen Staatsexamens in Köln promovierte Küpper 1982 unter Betreuung von Hans Joachim Hirsch an der Universität zu Köln zum Dr. iur. Es folgte 1989 ebenfalls in Köln die Habilitation, mit der er die Venia Legendi für die Fächer Strafrecht, Strafprozessrecht und Rechtsphilosophie erwarb. Anschließend vertrat er Lehrstühle an den Universitäten Heidelberg und Bochum. 1991 nahm er einen Ruf der nach der Wiedervereinigung neu gegründeten Universität Potsdam an, womit er zu einem der Gründungsprofessoren dieser Universität wurde. Er hatte dort bis zu seiner Emeritierung 2015 den Lehrstuhl für Strafrecht und Strafprozessrecht inne. Sein Nachfolger wurde Georg Steinberg.
Sein Grab befindet sich auf dem Südwestkirchhof Stahnsdorf.

## Wirken und Werke (Auswahl)
Küpper widmete sich vor allem dem materiellen Strafrecht und der Strafrechtsdogmatik. Daneben forschte er seit seinem Habilitationsverfahren insbesondere auch zur Rechtsphilosophie. Darüber hinaus zeichnet er sich durch sein langjähriges Engagement in der Schopenhauer-Gesellschaft aus.
- Der unmittelbare Zusammenhang zwischen Grunddelikt und schwerer Folge beim erfolgsqualifizierten Delikt. Duncker & Humblot, Berlin 1982, ISBN 978-3-428-05245-5 (Dissertation).
- Grenzen der normativierenden Strafrechtsdogmatik. Duncker & Humblot, Berlin 1990, ISBN 978-3-428-07018-3 (Habilitationsschrift).
- Recht und Ethik im Umwelt- und Tierschutz. Nomos, Baden-Baden 2002, ISBN 978-3-7890-7902-3.
- Strafrecht, Besonderer Teil 1 – Delikte gegen Rechtsgüter der Person und Gemeinschaft. Springer, Berlin, Heidelberg et al. 2006, ISBN 978-3-540-33904-5.
- mit Walter Gropp und Wolfgang Mitsch: Fallsammlung zum Strafrecht. 2. Auflage. Springer, Berlin, Heidelberg et al. 2012, ISBN 978-3-642-28516-5.